# Sam Rabin
Samuel "Sam" Rabin-Rabinovitch (ur. 20 czerwca 1903, zm. 20 grudnia 1991) – brytyjski zapaśnik walczący w stylu wolnym. Brązowy medalista olimpijski z Amsterdamu 1928, w wadze średniej.

## Letnie Igrzyska Olimpijskie 1928
| Konkurencja      | Rundy eliminacyjne      | Klas. końcowa |
| Konkurencja      | 1/4                     | Miejsce       |
| ---------------- | ----------------------- | ------------- |
| 79 kg styl wolny | Donald Stockton (CAN) P | 3.            |